# Самхарадзе, Григорий Севастьянович
Григорий Севастьянович Самхара́дзе (1917—1965) — участник Великой Отечественной войны, командир пулемётного расчёта 1367-го стрелкового полка (414-я стрелковая Анапская дивизия, Приморская армия, 4-й Украинский фронт) сержант, Герой Советского Союза.

## Биография
Родился в 1917 году в селе Цегвери ныне Хашурского района Грузии в крестьянской семье. Грузин. Образование неполное среднее.
В 1941 году был мобилизован в Красную Армию. В действующих частях с 1942 года. В звании сержанта командовал пулемётным расчётом 1367-го стрелкового полкав 414-й стрелковой дивизии, сформированной в Грузии, на Закавказском, Северо-Кавказском фронтах, Отдельной Приморской армии, 4-м Украинском фронте, снова в Приморской армии (18 апреля 1944 года Отдельная Приморская армия была включена в состав 4-го Украинского фронта и переименована в Приморскую армию.). В 1945 году вступил в ВКП(б).
Воевал в составе 18-й армии Северо-Кавказского фронта участвовал в Новороссийско-Таманской наступательной операции (9 сентября — 9 октября 1943 года) — прорыве вражеской «Голубой линии», освобождении города Анапа (за что его дивизия получила наименование Анапской) и полной очистке от немецких захватчиков Таманского полуострова. За отличие в этих боях награжден медалью «За отвагу».
В составе 11-го корпуса 18-й армии Северо-Кавказского фронта (с 20 ноября 1943 года — в Отдельной Приморской армии) участвовал в Керченско-Эльтигенской десантной операции (31 октября — 11 декабря 1943 года) и в боях на Керченском полуострове.
В боях в Крыму был дважды ранен — 20 января и 16 марта 1944 года.
Г. С. Самхарадзе особо отличился во время Крымской наступательной операции (8 апреля — 12 мая 1944 года) при освобождении Севастополя, за что был награжден орденом Красной Звезды и представлен к званию Героя Советского Союза.
В боях у Сапун-горы, уничтожив расчёты двух фашистских орудий и нанеся большой противнику в живой силе, обеспечил продвижение вперёд пехоты полка.
Из наградного листа на присвоение звания Героя Советского Союза:

Тов Самхарадзе — участник боев во всех операциях на Северо-Кавказском фронте и в Крыму.
В боях за освобождение города Керчи тов. Самхарадзе всегда выдвигался со станковым пулеметом на близкое расстояние к противнику, откуда наверняка можно было подавить и уничтожать огневые точки противника. На высоте 164,5 тов. Самхарадзе подавил 3 огневые точки противника и уничтожил 1 расчет в составе 5 человек, чем дал возможность нашим подразделениям продвинуться вперед.
В боях за освобождение города Севастополя в районе горы Сапун противник прямой наводкой стрелял по нашим подразделениям из двух пушек. Тов. Самхарадзе отошел во фланг этим пушкам, подкрался на 150 метров и уничтожил прислугу этих двух пушек в составе 14 человек. Воспользовавшись этим героическим подвигом тов. Самхарадзе, наши стрелки ворвались в траншеи противника и в рукопашном бою уничтожили роту противника.
Тогда тов. Самхарадзе направил свой пулеметный огонь на уцелевших фрицев и уничтожил 18 фрицев, из них одного офицера.
В районе совхоза № 10 был поврежден пулемет тов. Самхарадзе. Он с автоматом и гранатами подкрался к траншеям противника, где заметил станковый пулемет противника. Бросив туда гранаты, он уничтожил наводчика. Задушив двух оставшихся немцев, тов. Самхарадзе взял пулемет и открыл огонь по противнику. Ошеломленные солдаты противника начали беспорядочно бежать. Воспользовавшись героическими подвигами Самхарадзе и воодушевившись его действиями, наши бойцы ринулись на противника. Бесстрашный Самхарадзе в этом районе уничтожил трех фрицев, в том числе двух офицеров.
Таким образом, тов. Самхарадзе на Крымском полуострове уничтожил 72 фрицев, в том числе двух офицеров.
Командир 1367 стрелкового полка подполковник Кантария
30 мая 1944 года— Наградной лист
Указом Президиума Верховного Совета СССР от 4 марта 1945 года за образцовое выполнение боевых заданий командования на фронте борьбы с немецкими захватчиками и проявленные при этом отвагу и геройство Самхарадзе Григорию Севастьяновичу присвоено звание Героя Советского Союза с вручением ордена Ленина и медали «Золотая Звезда»".
После войны демобилизован. Вернулся на родину. Жил в селе Ксенгисеби Гагринского горсовета, ныне Гагрского муниципалитета, Абхазской АССР. Работал в сельском хозяйстве.
Скончался 19 сентября 1965 года.

## Награды
- Медаль «Золотая Звезда»[4][3].
- Орден Ленина (24.03.1945)[3]
- Орден Красной Звезды(16.04.1945)[2]

- медали, в том числе:
  - «За оборону Кавказа»(1944)[5].
  - «За победу над Германией» (9 мая 1945[6])[7].
  - «20 лет Победы в Великой Отечественной войне 1941—1945 гг.» (7 мая 1965[8])
  - «30 лет Советской Армии и Флота»[9]
  - «40 лет Вооружённых Сил СССР»[10]

## Память
- На могиле установлен надгробный памятник.
- Его имя увековечено в Главном Храме Вооружённых сил России, и навсегда запечатлено на мемориале «Дорога памяти».